# Blera
Blera là một thị xã ở phía bắc Lazio Italia gần Roma, với tên gọi thời Trung cổ là Bieda. Đây là nơi sinh của Giáo hoàng Sabinian và Giáo hoàng Paschal II.